# Mike Wieringo
Michael Lance "Mike" Wieringo (Vicenza, 24 de junho de 1963 - Durham, 12 de agosto  de 2007), que, por vezes, assinou o seu trabalho sob o nome Ringo, foi um artista de quadrinhos americano, mais conhecido por seu trabalho como artista no título da DC Comics The Flash (O Flash) e Fantastic Four (Quarteto Fantástico), da Marvel Comics.